# Karol Emil Hohenzollern
Karol Emil Hohenzollern (ur. 16 lutego 1655 w Berlinie, zm. 7 grudnia 1674 w Strasburgu) – kurprinz Brandenburgii.
Syn Fryderyka Wilhelma I i Luizy Henrietty Orańskiej.
W czasie elekcji 1674 roku jego kandydatura nie zdobyła większej popularności wśród szlachty.